# 青森県道188号福原陸奥森田停車場線
青森県道188号福原陸奥森田停車場線（あおもりけんどう188ごう ふくはらむつもりたていしゃじょうせん）は、青森県つがる市を通る一般県道である。

## 概要
つがる市木造福原で青森県道187号越水木造線から分岐し、途中国道101号と交差してつがる市森田町床舞のJR五能線陸奥森田駅で青森県道132号十腰内陸奥森田停車場線に連続する。

### 路線データ
- 起点：つがる市木造福原[1]
- 終点：陸奥森田停車場[1]

## 歴史
- 1961年（昭和36年）2月10日 - 県道に認定される[1]。

## 地理

### 交差する道路
- 青森県道187号越水木造線（つがる市木造福原、起点）
- 国道101号（つがる市森田町床舞）
- 青森県道132号十腰内陸奥森田停車場線（つがる市森田町床舞、終点）

### 沿線の施設
- 金山彦神社
- JR五能線陸奥森田駅